# Yeghische Tourian

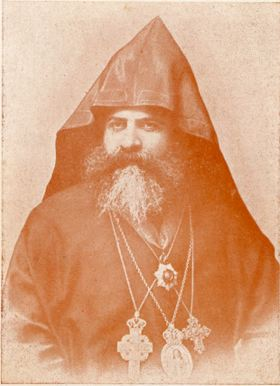
Yeghische Tourian

Yeghische I. Tourian (armenisch Եղիշէ Դուրեան, türkisch İstanbullu I. Yeğişe Turyan; * 23. Februar 1860 in Istanbul, Osmanisches Reich; † 27. April 1930 in Jerusalem) war ein Erzbischof und armenischer Patriarch von Konstantinopel sowie von 1921 bis 1929 armenischer Patriarch von Jerusalem.

## Leben

### In Konstantinopel
Mihran (Taufname) Tourian wurde in Üsküdar als jüngstes von sechs Kindern der Eheleute Abraham und Arousiag Zimba geboren. Sein älterer Bruder war der westarmenische Dichter und Bühnenautor Bedros Tourian. Am 9./10. Dezember 1878 wurde er zum Diakon, am 19. Mai 1879 zum Mönchspriester geweiht. Mit der Ordination erhielt er den Namen Yeghische. Er übernahm administrative und Lehraufgaben in Bardizag (heute: Bahçecik) und am Seminar von Armasch (bei Izmit). In Istanbul veröffentlichte er von 1880 bis 1885 eine Serie von Lehrbüchern der armenischen Sprache. 1909 veröffentlichte er erste Gedichte und trug regelmäßig zu armenologischen Studien in verschiedenen Veröffentlichungen bei.
Am 23. Oktober 1898 wurde er zum Bischof geweiht, wirkte aber weiterhin bis 1904 als Professor in Armasch. Von 1904 bis 1908 fungierte er als Diözesanbischof von Smyrna, 1908 als Patriarchatsverweser (Locum tenens) und, nach einem kurzen Zwischenpontifikat, vom 22. Mai 1909 bis zu seinem Amtsverzicht am 26. November 1910 als Patriarch von Konstantinopel der Armenischen Apostolischen Kirche. Das folgende Jahrzehnt verbrachte er als Lehrer in Konstantinopel. 1918 und 1920 war er Mitglied der armenischen Delegation zu den Friedensverhandlungen in Paris.

### In Jerusalem

Kirchenvorsteher in Jerusalem mit dem armenischen Patriarchen Yegische, 1922

Danach zog er als Pilger nach Jerusalem, wo er, nach elf Jahren Sedisvakanz (1910–1921), am 7. November 1921 als Nachfolger von Harutiun Vehabedian zum armenischen Patriarchen von Jerusalem inthronisiert wurde. Er engagierte sich 1925 in verschiedenen Bildungsreformen und gründete 1929 eine Vereinte Grundschule. Er modernisierte den Lehrplan des Armenischen Seminars und warb Lehrer unter den Überlebenden des Völkermords an den Armeniern von 1915 an. Durch Auswahl verschiedener Standorte, darunter der Mädchenschule St. Gayane, wurde die neue Grundschule zur wichtigsten Institution des armenischen koedukativen Unterrichts im Heiligen Land. Sie wurde später in „Schule der Heiligen Übersetzer“ (armenisch „Serpots Tarkmantchats Varjaran“) umbenannt.
Unter Patriarch Yegische wurde die „Calouste Gulbenkian Library“ des Jerusalemer armenischen Patriarchats begründet, welche die reiche Privatbibliothek des Patriarchen aufnahm.
Ab 1927 veröffentlichte Tourian die Zeitschrift Sion (Սիոն), das offizielle Organ des Patriarchats von Jerusalem. Seine Sammlungen und Schriften wurden in Jerusalem in einer mehrbändigen Serie namens „Matenashar Tourian“ veröffentlicht. Diese enthielt auch einige seiner Gedichte unter dem Titel Srpazan Knar (Սրբազան քնար).
Ihm folgte als Patriarch Torkom Koushagian (1929–1939) nach, der in der ägyptisch-armenischen Tageszeitung Arev eine umfassende Studie über das Erbe von Tourian schrieb, die später separat in Jerusalem veröffentlicht wurde.

## Werke
- 1926 Trvakner Manuk Hisusi geanken,
- 1933–1936 Ampoghjagan Jerker
- 1936 Srpazan knar